# Herpsilochmus rufimarginatus
Herpsilochmus rufimarginatus là một loài chim trong họ Thamnophilidae.